# Барвік-Карпатський Сергій Григорович
Сергій Григорович Барвік (творчий псевдонім — Барвік-Карпатський; 22 червня 1951, Макіївка — 15 жовтня 2020, Ужгород) — український музикант-акордеоніст, педагог, композитор. Заслужений артист України (2004). Визначний музичний діяч Західної України, керівник оркестрів та соліст багатьох музичних колективів цього регіону.
Понад 10 років — викладач Мукачівського державного університету, доцент (2004—2015). Засновник та незмінний художній керівник конкурсу-фестивалю мистецтв «Закарпатський Едельвейс» (2006—2020). Автор декількох наукових робіт, понад 100 музичних обробок, оркестровок і аранжувань народних мелодій, інструментальних п'єс та вокально-хорових творів.

## Життєпис
Народився 22 червня 1951-го року в Макіївці.
З 1967-го по 1969-й рік навчався в Донецькому культосвітньому училищі, але не закінчив його. Відтоді ж — концертмейстер Заслуженого ансамблю танцю України «Зарево» (Донецьк).
З 1971-го року — концертмейстер Ансамблю пісні і танцю «Подолянка» (Хмельницький). Через п'ять років обійняв посаду музичного керівника колективу «Тріо Маренич». В 1977-му році закінчив Луцьке училище культури і мистецтв.
З 1978-го року — начальник військового оркестру у Чехословаччині. На цій посаді працював до 1984-го року, коли очолив оркестр народного ансамблю танцю «Радість» у Хмельницькому. В 1985-му році закінчив кафедру народних інструментів Рівненського державного інституту культури.
З 1986-го року — керівник оркестру Чернігівського академічного народного хору. З 1988-го року — концертмейстер, керівник оркестру та, за сумісництвом, викладач Рівненського державного інституту культури.
З 1990-го по 1996-й рік — концертмейстер Заслуженого академічного Закарпатського народного хору. Паралельно, до 2004-го року — соліст-інструменталіст ансамблю готельно-туристичного комплексу «Інтурист Закарпаття». У складі ансамблю був відзначений званням «Заслужений артист України».
З 2001-го року — керівник Народного ансамблю народної пісні «Розмарія» (Ужгород). З 2004-го року — доцент кафедри інструментального мистецтва Мукачівського державного університету.
У 2006-му році заснував конкурс-фестиваль мистецтв «Закарпатський Едельвейс» (Ужгород), до своєї смерті був його незмінним художнім керівником.
У 2015-му році закінчив магістратуру кафедри інструментального та оркестрового виконавства Національного педагогічного університету імені Михайла Драгоманова. Відтоді ж — диригент Національного заслуженого академічного українського народного хору України імені Григорія Верьовки (Київ).
Закарпатською обласною телерадіокомпанією створено три документальних фільми про Сергія Барвіка-Карпатського, ще один, під назвою «Грає Сергій Барвік-Карпатський», відзняла студія «Укртелефільм» у 2007-му році.
В останні роки життя хворів, потрапив в серйозну ДТП, після чого мав проблеми з ногами. Помер вдень 15 жовтня 2020 року. Похований в Ужгороді, на цвинтарі «Кальварія».

## Творча та наукова діяльність
Як соліст, виступав у складі концертних груп в різних країнах світу, зокрема Болгарії, Австрії, Німеччині, Угорщині, Румунії, Італії тощо. Окрім акордеона, володів майстерністю гри на закарпатських народних інструментах, зокрема трембіті та тилинці.
Автор декількох наукових робіт, зокрема навчального посібника «Осягаючи музику Баха: специфічні особливості інтерпретації та виконання на баяні (акордеоні). Прелюдії та фуги до мінор з 1-го тому „Добре темперованого клавіру“ Й.-С. Баха». Створив понад 100 музичних обробок, оркестровок і аранжувань народних мелодій, інструментальних п'єс та вокально-хорових творів.
Член Національної всеукраїнської музичної спілки, секретар правління Асоціації діячів естрадного мистецтва України та голова її Закарпатського обласного відділення. Лауреат національних та міжнародних музичних конкурсів, зокрема, в Італії.

## Науковий доробок
- 2009 — «Педагогічні умови адаптації викладача-початківця до професійно-педагогічної діяльності у вищому навчальному закладі» (стаття)
- 2010 — «Осягаючи музику Баха: специфічні особливості інтерпретації та виконання на баяні (акордеоні). Прелюдії та фуги до мінор з 1-го тому „Добре темперованого клавіру“ Й.-С. Баха» (навчальний посібник)
- 2013 — «Становлення виконавської майстерності особистості музиканта» (стаття)
- 2015 — «Шляхи вдосконалення музично-педагогічної майстерності вчителів» (стаття)
- 2015 — «До питання виконавської інтерпретації баянних композицій Віктора Власова» (стаття)